# Inno della Repubblica Socialista Sovietica Georgiana
L'Inno della RSS Georgiana fu l'inno nazionale della Repubblica Socialista Sovietica Georgiana. L'inno fu adottato dal 1946 al 1991, la musica venne composta da Otar Taktakishvili, e il testo venne scritto da Grigol Abashidze e A. Abasheli. L'inno originalmente conteneva dei riferimenti a Stalin, nativo proprio della Georgia; tutti i riferimenti vennero cancellati con la presidenza Hruščev nel 1956.

## Testo

### Testo originale

#### In georgiano
| Alfabeto georgiano | Alfabeto latino | Alfabeto cirillico | Alfabeto fonetico internazionale |
| იდიდე მარად, ჩვენო სამშობლოვ, გმირთა კერა ხარ გაუქრობელი, ქვეყანას მიეც დიდი სტალინი ხალხთა მონობის დამამხობელი. შენი ოცნება ასრულდა, რისთვისაც სისხლი ღვარეო, აყვავდი, ტურფა ქვეყანავ ილხინე, ქართველთ მხარეო. დიდი ოქტომბრის შუქით ლენინმა შენ გაგინათა მთები ჭაღარა, სტალინის სიბრძნემ ძლევით შეგმოსა გადაგაქცია მზიურ ბაღნარად. მოძმე ერების ოჯახში დამკვიდრდი, გაიხარეო, აყვავდი, ტურფა ქვეყანავ ილხინე, ქართველთ მხარეო. უხსოვარ დროდან ბრწყინავდა შენი აზრი, ხმალი და გამბედაობა, დღეს შენს დიდებას, ნათელ მომავალს სჭედს სტალინური წრთობის თაობა. საბჭოთა დროშა დაგნათის, მზესავით მოელვარეო, აყვავდი, ტურფა ქვეყანავ ილხინე, ქართველთ მხარეო. | Idide marad, čveno samšoblov, Gmirta ḳera xar gaukrobeli, Kveqanas miec didi Sṭalini Xalxta monobis damamxobeli. Šeni ocneba asrulda, Ristvisac sisxli ġvareo, Aqvavdi, ṭurpa kveqanav Ilxine, Kartvelt mxareo. Didi Okṭombris šukit Leninma Šen gaginata mtebi č̣aġara, Sṭalinis sibrʒnem ʒlevit šegmosa Gadagakcia mziur baġnarad. Moʒme erebis oǯaxši Damḳvidrdi, gaixareo, Aqvavdi, ṭurpa kveqanav Ilxine, Kartvelt mxareo. Uxsovar drodan brc̣qinavda šeni Azri, xmali da gambedaoba, Dġes šens didebas, natel momavals Sč̣eds Sṭalinuri c̣rtobis taoba. Sabč̣ota droša dagnatis, Mzesavit moelvareo, Aqvavdi, ṭurpa kveqanav Ilxine, Kartvelt mxareo. | Идиде марад, чвено самшоблов, Гмирта кIера хар гаукробели, Квеҟанас миец диди СтIалини Халхта монобис дамамхобели. Шени оцнеба асрулда, Риствисас сисхли гӀварео, Аҟвавди, тӀурпа квеҟанав Илхине, Картвелт мхарео. Диди ОктӀомбрис шукит Ленинма Шен гагината мтеби чӀагӀара, СтӀалинис сибрӡнем ӡлевит шегмоса Гадагакциа мзиур багӀнарад. Моӡме еребис оџахши, ДамкӀвидрди, гаихарео, Аҟвавди, тӀурпа квеҟанав Илхине, Картвелт мхарео. Ухсовар дродан брцӀҟинавда шени Азри, хмали да гамбедаоба, ДгӀес шенс дидебас, нател момавалс ШчӀедс СтӀалинури цӀртобис таоба. СабчӀта дроша дагнатис, Мзесавит моелварео, Аҟвавди, тӀурпа квеҟанав Илхине, Картвелт мхарео. | [ididɛ mɑrɑd ǀ t͡ʃʰwɛnɔ sɑmʃɔblɔw ǀ] [gmirtʰɑ k’ɛra χɑr gɑukʰrɔbɛli ǀ] [kwɛq’ɑnɑs miɛt͡sʰ didi st’ɑlini] [χɑlχtʰɑ mɔnɔbis dɑmɑmχɔbɛli ‖] [ʃɛni ɔt͡sʰnɛbɑ ɑsruldɑ ǀ] [ristʰwisɑs sisχli ʁwɑrɛɔ ǀ] [aq’wɑwdi ǀ t’urpʰɑ kʰwɛq’ɑnɑw] [ilχinɛ ǀ kʰartʰwɛltʰ mχarɛɔ ‖] [didi ɔkʰt’ɔmbris ʃukʰit lɛninmɑ] [ʃɛn gɑginɑtʰɑ mtʰɛbi t͡ʃ’ɑʁɑrɑ ǀ] [st’ɑlinis sibr̩d͡znɛm d͡zlɛwitʰ ʃɛgmɔsɑ] [gɑdɑgɑkʰt͡sʰiɑ mziur bɑʁnɑrɑd ‖] [mɔd͡zmɛ ɛrɛbis ɔd͡ʒɑχʃi ǀ] [dɑmk’widr̩di ǀ gɑiχɑrɛɔ ǀ] [ɑq’wɑwdi ǀ t’urpʰɑ kʰwɛq’ɑnɑw] [ilχinɛ ǀ kʰɑrtʰwɛltʰ mχɑrɛɔ ‖] [uχsɔwɑr drɔdɑn br̩t͡s’q’inɑwnɑ ʃɛni] [ɑzri ǀ χmɑli dɑ gɑmbɛdɑɔbɑ] [dʁɛs ʃɛns didɛbɑs ǀ nɑtʰɛl mɔmɑwɑls] [ʃt͡ʃ’ɛd͡z st’ɑlinuri t͡s’r̩tʰɔbis tʰɑɔbɑ ‖] [sɑbt͡ʃ’ɔtʰɑ drɔʃɑ dɑgnɑtʰis ǀ] [mzɛsɑwit mɔɛlwɑrɛɔ ǀ] [ɑq’wɑwdi ǀ t’urpʰɑ kʰwɛq’ɑnɑw] [ilχinɛ ǀ kʰɑrtʰwɛltʰ mχɑrɛɔ ‖] |

#### Traduzione in italiano
Sia gloriosa in eterno, la nostra terra,
Tu sei il focolare inestinguibile degli eroi;
Hai dato al mondo il grande Stalin,
Colui che distrusse la schiavitù delle nazioni.
Il suo sogno è portato a termine,
E tu sanguinasti per quello [il sogno]
È un fiore, il nostro bel paese
Esulti, la terra Georgiana!
Con la luce d'ottobre,
Lenin ha illuminato le tue montagne
La saggezza di Stalin ti ha fatto diventare vittoriosa
Ti ha trasformato in un giardino soleggiato
Nella famiglia di popoli fraterni
Ha guadagnato una posizione sicura, si allieti;
È un fiore, il nostro bel paese
Esulti, la terra Georgiana!
Il suo pensiero, la [Sua] spada e il [Suo] coraggio
Splendono da durata immemorabile,
Ora la generazione forgiata dal temperamento dello Stalin
La Sua grandiosità, il Suo futuro sereno
La Bandiera sovietica, sta splendendo come il sole,
La Stai sventolando in alto;
È un fiore, il nostro bel paese
Esulti, la terra Georgiana!

### Versione post-stalinista

#### In georgiano
| Alfabeto georgiano | Alfabeto latino | Alfabeto cirillico | Alfabeto fonetico internazionale |
| იდიდე მარად, ჩემო სამშობლოვ, გმირთა კერა ხარ განახლებული, დიად პარტიის ნათელი აზრით ლენინის სიბრძნით ამაღლებული. შენი ოცნება ასრულდა, რისთვისაც სისხლი ღვარეო, მშრომელი კაცის მარჯვენით აყვავებულო მხარეო. დიდი ოქტომბრის დროშის სხივებმა შენ გაგინათეს მთები ჭაღარა, თავისუფლებამ და შემართებამ გადაგაქციეს მზიურ ბაღნარად. მოძმე ერების ოჯახში ამაღლდი, გაიხარეო, მეგობრობით და გმირობით გამორჯვებულო მხარეო. უხსოვარ დროდან ბრწყინავდა შენი აზრი, ხმალი და გამბედაობა, დღეს საქართველოს ნათელ მომავალს სჭედს ლენინური წრთობის თაობა. კომუნიზმის მზე დაგნათის, კაშკაშა, მოელვარეო, იდიდე მრავალჟამიერ, ჩემო სამშობლო მხარეო. | Idide marad, čemo samšoblov, Gmirta ḳera xar ganaxlebuli, Diad Ṗarṭiis nateli azrit Leninis sibrʒnit amaġlebuli. Šeni ocneba asrulda, Ristvisac sisxli ġvareo, Mšromeli ḳacis marǯvenit Aqvavebulo mxareo. Didi Okṭombris drošis sxivebma Šen gaginates mtebi č̣aġara, Tavisuplebam da šemartebam Gadagakcies mziur baġnarad. Moʒme erebis oǯaxši Amaġldi, gaixareo, Megobrobit da gmirobit Gamorǯvebulo mxareo. Uxsovar drodan brc̣qinavda šeni Azri, xmali da gambedaoba, Dġes Sakartvelos natel momavals Sč̣eds Leninuri c̣rtobis taoba. Ḳomunizmis mze dagnatis, Ḳašḳaša, moelvareo, Idide mravalžamier, Čemo samšoblo mxareo. | Идиде марад, чемо самшоблов, Гмирта кIера хар ганахлебули, Диад ПIартIиис натели азрит Ленинис сибрӡнит амагIлебули. Шени оцнеба асрулда, Риствисас сисхли гӀварео, Мшромели, кӀацис марџвенит Аҟвавебуло мхарео. Диди ОктӀомбрис дрошис схивебма Шен гагинатес мтеби чӀагӀара, Тависуплебам да шемартебам Гадагакциес мзиур багӀнарад. Моӡме еребис оџахши, АмагӀлди, гаихарео, Мегобробит да гмиробит Гаморџвебуло мхарео. Ухсовар дродан брцӀҟинавда шени Азри, хмали да гамбедаоба, ДгӀес Сакартвелос нател момавалс ШчӀедс Ленинури цӀртобис таоба. КӀомунизмис мзе дагнатис, КӀашкӀаша моелварео, Идиде мравалжамиер, Чемо самшобло мхарео. | [ididɛ mɑrɑd ǀ t͡ʃʰɛmɔ sɑmʃɔblɔw ‖] [gmirtʰɑ k’ɛrɑ χɑr gɑnɑχlɛbuli ‖] [diɑd p’ɑrt’iːs nɑtʰɛli ɑzritʰ] [lɛninis sibr̩d͡znitʰ ɑmɑʁlɛbuli ‖] [ʃɛni ɔt͡sʰnɛbɑ ɑsruldɑ ‖] [ristʰwisɑs sisχli ʁwɑrɛɔ ǀ] [mʃrɔmɛli ǀ k’ɑt͡sʰis mɑrd͡ʒwɛnitʰ] [ɑq’wɑwɛbulɔ mχɑrɛɔ ‖] [didi ɔkʰt’ɔmbris drɔʃis sχiwɛbmɑ] [ʃɛn gɑginɑtʰɛs mtʰɛbi t͡ʃ’ɑʁɑrɑ ǀ] [tʰɑwisupʰlɛbɑm dɑ ʃɛmɑrtʰɛbɑm] [gɑdɑgɑkʰt͡sʰiɛs mziur bɑʁnɑrɑd ‖] [mɔd͡zmɛ ɛrɛbis ɔd͡ʒɑχʃi ǀ] [ɑmɑʁldi ǀ gɑiχɑrɛɔ ǀ] [mɛgɔbrɔbitʰ dɑ gmirɔbitʰ] [gɑmɔrd͡ʒwɛbulɔ mχɑrɛɔ ‖] [uχsɔwɑr drɔdɑn br̩t͡s’q’inɑwdɑ ʃɛni] [ɑzri ǀ χmɑli dɑ gɑmbɛdɑɔbɑ ǀ] [dʁɛs sɑkɑrtʰwɛlɔs nɑtʰɛl mɔmɑwɑls] [ʃt͡ʃ’ɛd͡z lɛninuri t͡s’r̩tʰɔbis tʰɑɔbɑ ‖] [k’ɔmunizmis mzɛ dɑgnɑtʰis ǀ] [k’ɑʃk’ɑʃɑ mɔɛlwɑrɛɔ ǀ] [ididɛ mrɑwɑlʒɑmiɛr ǀ] [t͡ʃʰɛmɔ sɑmʃɔblɔ mχɑrɛɔ ‖] |

#### Traduzione
Sia lodata nei secoli, la mia terra natia
Il focolare rinnovato di eroi,
Dalla mente del Gran Partito,
E dalla saggezza di Lenin Lei è stata aumentato
I tuoi sogni divennero realtà,
Per che tu ha versato il tuo sangue,
E la mano accanita del lavoratore
Ti ha preso per fiorire.
Splende la bandiera d'Ottobre
Ha illuminato le tue vette antiche,
La libertà, coraggio e la forza,
Ti ha trasformato nella terra baciata dal sole.
In una fraterna famiglia di popoli
Tu sei giunta a grandi altezze
Con l'amicizia e la forza diffuse nella nazione
Tu trionfasti e trionferai
In un tempo immemorabilmente lontano
Con la mente, la spada e il coraggio raggianti.
Oggi il futuro della Georgia è sereno
Sei forgiata dalla generazione temprata come Lenin
Il sole del Socialismo sta splendendo
Su di te brilla sempre di più
Tu sia lodata nei secoli, terra mia!
La mia terra nativa!